# 광주 충효동 왕버들 군
광주 충효동 왕버들 군(光州 忠孝洞 왕버들 群)은 광주광역시 북구 충효동에 있는 왕버들 군락이다. 2012년 10월 5일 대한민국의 천연기념물 제539호로 지정되었다.

## 개요
광주 충효동 왕버들 군은 충효마을의 상징숲이자 비보(裨補)숲으로 조성되었으며, 김덕령 나무라고도 불리는 등 나무와 관련된 유래나 일화들이 잘 전해지고 있어 역사적 문화적 가치가 크다.
또한 수령이나 규모면에서 현재 천연기념물로 지정·보호되고 있는 왕버들과 비교했을 때 우위를 차지하고 있으며 수형 및 수세 또한 양호한 편으로 생물학적 가치도 크다.

## 같이 보기
- 왕버들

## 참고 자료
- 광주 충효동 왕버들 군 - 국가유산청 국가유산포털